# Erotikon
Erotikon è un film muto cecoslovacco del 1929 diretto da Gustav Machatý.

## Trama
Georg, in una notte di diluvio, arriva troppo tardi alla stazione per prendere l’ultimo treno. Il capostazione, colpito dalla distinzione e dall’estrema generosità del giovane, lo invita a passare la notte a casa sua, in attesa del treno dell’indomani. Georg e Andrea, la figlia del capostazione, fanno l’amore, ed il mattino dopo Georg riparte e raggiunge la propria amante Gilda, una donna sposata, senza più farsi vivo presso Andrea.
Tempo dopo Andrea, dopo aver partorito, nato morto, il figlio concepito con Georg, mentre vaga senza meta sta per essere fatta oggetto di violenza sessuale, dalla quale viene salvata da Jean, che rimane gravemente ferito dalla colluttazione col mancato stupratore. All’ospedale, Jean ha salva la vita grazie alla donazione di sangue da parte di Andrea, che dopo l’operazione, i medici ritengono essere sua moglie.
Ed in effetti Andrea e Jean, poi, si sposano.
Per un caso fortuito, più avanti Jean e Georg diventano amici, mentre anche Gilda e suo marito Hilbert fanno conoscenza, più o meno diretta, della nuova coppia, e di Georg, il che fa nascere una rete di diffidenze e gelosie reciproche. Jean diventa dubbioso sulla fedeltà di Andrea.
Andrea sta per fuggire con Georg, che ama ancora, quando Hilbert, accecato dalla gelosia, lo uccide. Jean ed Andrea, allora, si riconciliano.